# Міхаель Ліпперт
Міхаель Ганс Ліпперт (нім. Michael Hans Lippert; 24 травня 1897, Шенвальд — 1 вересня 1969, Вупперталь) — командир частин військ СС, штандартенфюрер СС. 

## Біографія
Ліпперт народився 24 квітня 1897 року в Шенвальді (Верхня Франконія), невеликому місті на кордоні з Богемією. Міхаель був п'ятою дитиною Йоганна і Маргарет Ліппертів. У 17 років юнак добровільно вступив до лав німецької армії; в листопаді 1914-го він приєднався до одного з баварських полків. Ліпперт встиг повоювати як на Західному, так і на Східному фронтах. Додому він повернувся лише в жовтні 1917 року. Незабаром після повернення додому Міхаель вступив до льотної школи в Нойштадті; 20 жовтня 1918 року йому була вручена ліцензія льотчика. Випробувати її на практиці Ліпперт не встиг — війна закінчилася, а в мирний час в армії він вважав за краще не затримуватися. 
У 1921-1929 роках був членом баварської політичної поліції. 1 червня 1930 вступив в НСДАП (№ 246 989). 10 березня 1931 року вступив в СС (№2 968). У червні 1933 року став комендантом концтабору Дахау. 
1934 року — перед самою Ніччю Довгих Ножів — Міхаель, разом з бригадефюрером СС Теодором Айке, прийшов відвідати ув'язненого в Стадельгаймській в'язниці Ернста Рема. Ліпперт залишив йому пістолет і заявив, що Ернст має 10 хвилин на те, щоб ним скористатися. Рем від настільки «привабливої» пропозиції відмовився навідріз; через 10 хвилин Ліпперт і Айке повернулися в камеру й застрелили Рема.
У 1937 році очолив 2-й штандарт СС «Мертва голова «Бранденбург». У 1938 році став керівником 2-го штурмбанна СС у Брауншвейгу. З 1939 року призначений командиром 1-го штурмбанна 49-го штабу СС. З 1 серпня 1939 по 1 липня 1943 рік керував 105-м штандартом СС в Мемелі.
У травні 1940 року керував 2-м штурмбанном 16-го штандарта СС «Мертва голова». Також з 1940 по 1941 рік був керівником юнкерської школи СС в Арнгаймі. У вересні 1941 року командував 6-м гренадерським полком СС «Лангемарк». З 2 квітня 1942 року командував добровольчим легіоном СС «Фландрія». У липні того ж року важко поранений на Східному фронті. 1 січня 1943 року очолив 69-й штандарт СС. З 1 по 15 лютого 1943 року — командир 10-ї танкової дивізії СС «Фрундсберг». Також призначений командиром 83-го полку добровольчої бригади СС «Ландсторм Недерланд».
У 1950 році судом Арнема засуджений до 10 років ув'язнення у зв'язку з розстрілом 19 цивільних осіб (двоє з яких були розстріляні за наказом Ліпперта). 17 квітня 1953 року звільнений і переданий ФРН. У 1957 році Ліпперт постав перед німецьким судом за звинуваченням у вбивстві Рема. Він був визнаний винним і засуджений до 18 місяців в'язниці.

## Звання
- Гауптвахмістр земельної поліції (1920)
- Труппфюрер СС (10 березня 1931)
- Штурмфюрер СС (15 листопада 1931)
- Штурмгауптфюрер СС (5 серпня 1933)
- Штурмбанфюрер СС (9 листопада 1933)
- Оберштурмбанфюрер СС (20 квітня 1934)
- Оберлейтенант резерву люфтваффе (1 грудня 1939)
- Оберштурмбанфюрер резерву військ СС (4 січня 1940)
- Штандартенфюрер військ СС (20 квітня 1943)

## Нагороди
- Залізний хрест 2-го класу
- Військовий хрест «За заслуги» (Баварія) з мечами
- Почесний хрест ветерана війни з мечами
- Почесний кут старих бійців
- Почесна шпага рейхсфюрера СС
- Кільце «Мертва голова»
- Застібка до Залізного хреста 2-го класу
- Залізний хрест 1-го класу
- Штурмовий піхотний знак в сріблі
- Медаль «За зимову кампанію на Сході 1941/42»
- Медаль «За вислугу років в НСДАП» в бронзі та сріблі (15 років)
- Нагрудний знак «За поранення» в сріблі
- Почесна застібка на орденську стрічку для Сухопутних військ (27 грудня 1944)